# Gössenberg
Gössenberg is een plaats en voormalige gemeente in de Oostenrijkse deelstaat Stiermarken. Het is een ortschaft van de gemeente Aich, die deel uitmaakt van de expositur Gröbming binnen het district Liezen.
De gemeente Gössenberg telde in 2014 285 inwoners. In 2015 ging ze bij een herindeling op in de gemeente Aich.
Aich · Gröbming · Haus · Michaelerberg-Pruggern · Mitterberg-Sankt Martin  · Öblarn · Ramsau am Dachstein · Schladming · Sölk
- Gemeinsame Normdatei: 4568018-8
- Virtual International Authority File: 235680348